# Гленко (тауншип, Миннесота)
Гленко (англ. Glencoe) — тауншип в округе Мак-Лод, Миннесота, США. На 2000 год его население составило 565 человек.
Тауншип был назван по имени деревни Гленко, где в феврале 1692 года произошла кровопролитная резня. Название выбрал Мартин Маклауд.

## География
По данным Бюро переписи населения США площадь тауншипа составляет 87,7 км², из которых 87,4 км² занимает суша, а 0,3 км² — вода (0,32 %).

## Демография
По данным переписи населения 2000 года здесь находились 565 человек, 205 домохозяйств и 169 семей. Плотность населения — 6,5 чел./км². На территории тауншипа расположено 213 построек со средней плотностью 2,4 построек на один квадратный километр. Расовый состав населения: 98,05 % белых, 0,18 % афроамериканцев, 0,18 % коренных американцев, 0,18 % азиатов, 0,88 % — других рас США и 0,53 % приходится на две или более других рас. Испанцы или латиноамериканцы любой расы составляли 1,06 % от популяции тауншипа.
Из 205 домохозяйств в 33,2 % воспитывались дети до 18 лет, в 77,6 % проживали супружеские пары, в 2,4 % проживали незамужние женщины и в 17,1 % домохозяйств проживали несемейные люди. 14,1 % домохозяйств состояли из одного человека, при том 6,3 % из — одиноких пожилых людей старше 65 лет. Средний размер домохозяйства — 2,76, а семьи — 3,03 человека.
25,3 % населения — младше 18 лет, 6,0 % — в возрасте от 18 до 24 лет, 28,3 % — от 25 до 44, 27,3 % — от 45 до 64, и 13,1 % — старше 65 лет. Средний возраст — 40 лет. На каждые 100 женщин приходилось 106,2 мужчин. На каждые 100 женщин старше 18 приходилось 107,9 мужчин.
Средний годовой доход домохозяйства составлял 55 089 долларов, а средний годовой доход семьи — 56 042 доллара. Средний доход мужчин — 36 250 долларов, в то время как у женщин — 26 500. Доход на душу населения составил 21 445 долларов. За чертой бедности находились 3,5 % семей и 4,7 % всего населения тауншипа, из которых 1,4 % младше 18 и 16,9 % старше 65 лет.